# Liste der Monuments historiques in Vaudeville-le-Haut
Die Liste der Monuments historiques in Vaudeville-le-Haut führt die Monuments historiques in der französischen Gemeinde Vaudeville-le-Haut auf.

## Liste der Objekte
| Bezeichnung  | Beschreibung                   | Standort                       | Kennzeichnung | Schutzstatus | Datum | Bild |
| ------------ | ------------------------------ | ------------------------------ | ------------- | ------------ | ----- | ---- |
| Kirchenbänke | Eichenholz, 18. Jahrhundert    | in der Kirche St-Pierre (Lage) | PM55002721    | Inscrit      | 2010  |      |
| Taufbecken   | Stein, 13. und 15. Jahrhundert | in der Kirche St-Pierre (Lage) | PM55002722    | Inscrit      | 2010  |      |